# 索林根
索林根（德語：Solingen，發音：[ˈzoːlɪŋən] ⓘ）是德国北莱茵-威斯特法伦州杜塞尔多夫行政区的非县辖城市，面积89.54平方千米，2023年12月31日人口为161,545人。索林根自中世紀以來因鍛造高品質刀劍、剪刀等刀具而聞名，因此又稱「刀具之城」（Klingenstadt）；該城擁有許多著名的刀廠像雙人牌、博克、艾克霍恩索林根（Eickhorn Solingen）、维斯特霍夫、Carl Schmidt Sohn等生產各式刀具。

## 地理
索林根位于伍珀塔尔西南山区。市镇面积89.54平方千米，50%面积为农业、林业等。城市全长62千米，东西长15.6千米，南北长11.7千米。

## 友好城市
索林根与以下城市结为友好城市：
- 荷蘭 豪达（1957年）
- 法國 索恩河畔沙隆（1960年）
- 英格兰 布莱斯（1962年）
- 尼加拉瓜 希諾特加（1985年）
- 以色列 内斯锡安纳（1986年）
- 塞内加尔 捷斯（1990年）
- 德国 奧厄（1990年）